# National Freeway 7 (Taiwan)
De National Freeway 7 (Chinees: 國道7號) is een geplande autosnelweg in Taiwan. De snelweg moet 20,4 kilometer lang en zal de haven van Kaohsiung met National Freeway 10.
National Freeway 1 ·
National Freeway 2 ·
National Freeway 3 ·
National Freeway 3A ·
National Freeway 4 ·
National Freeway 5 ·
National Freeway 6 ·
National Freeway 7 ·
National Freeway 8 ·
National Freeway 10